# Famille Terlinden
Pour les articles homonymes, voir Terlinden.
La famille Terlinden est une famille de la noblesse belge originaire de Rheinberg, au nord de Düsseldorf en Allemagne, établie à Anvers à la fin du XVIe siècle puis à Alost au début du XVIIe siècle, ensuite à Gand, Bruxelles et ailleurs.

## Origine
La filiation prouvée remonte à 1645 selon l'Annuaire de la Noblesse de Belgique publié au XIXe siècle,.

## Héraldique
Les premiers Terlinden/zur Linden/ter Linden identifiés à Rheinberg portaient d'or à l'arbre de sinople terrassé du même. À une époque indéterminée (probablement lorsque le patronyme se fixa) la branche établie dans les Pays-Bas porta l'arbre triplement étagé, résultant vraisemblablement d'un rapprochement homophonique entre le préfixe néerlandais "ter-" (+ datif), dérivant du "zur" germanique, et de l'adverbe latin "ter" signifiant "trois fois".
Ces armes : d'or à l'arbre (tilleul) de sinople triplement étagé, terrassé du même, ont été écartelées en 1676 (diplôme d'anoblissement de Charles II d'Espagne) avec les armes modifiées de la famille du Smet: de sable au chevron d'argent accompagné de trois croissants du même, à la bordure engrêlée de gueules,.
La famille du Smet, attestée depuis le XIIIe siècle et éteinte en Belgique, s'est ramifiée en Espagne et en Italie où elle a produit la branche napolitaine des marquis Dusmet de Beaulieu ainsi qu'une branche ducale actuellement implantée au Canada. Cette famille a également donné le bienheureux Giuseppe Benedetto Dusmet, cardinal archevêque de Catane.
En 1824 la famille de Crombeen (des seigneurs de Terbeke et de Steenbeke) adopte les armes Crombeen parties Terlinden.

## Noblesse
Corneille Terlinden, receveur général des villes et pays d'Alost et de Grammont fut anobli par le roi d'Espagne Charles II, par lettres patentes données à Madrid le 11 novembre 1676.
Après l'abolition de la noblesse en 1795, et son rétablissement en Belgique, survinrent les reconnaissances de noblesse :
- du 14 mars 1874 en faveur de Charles-Jacques-Maximilien Terlinden, conseiller à la Cour d'Appel de Bruxelles et président de la cour militaire ;
- du 16 mai 1900 en faveur de son frère, Prosper Terlinden[4].

## Titres
Depuis 1921, l'aîné du nom porte le titre de vicomte, les aînés de certaines branches cadettes portent le titre de baron.

## Devise
Devise (branche aînée) : « iure iniuria vincitur ».

## Quelques illustrations de cette famille sous l'Ancien Régime
- Johann, here ter Lienden : son sceau (d'or à l'arbre de sinople terrassé de même) apparaît en 1367 au bas d'une charte de la duchesse de Gueldre. Il est possible, mais rien ne permet actuellement de le prouver, que ce Johann soit identifiable à Johan van Lynden, (1320-1382), échanson héréditaire de Gueldre, heer van Lienden, descendant de Willem van Lynden (1166-1227) ;
- Corneille ter Linden, dit Lindanus: doyen de 1530 à 1545 du Collège Porta Coeli (Himmelpforte) à l'Université d'Erfurt fondé au XIVe siècle par un notable de Rheinberg[7],[8]. Son sceau, d'argent à l'arbre de sinople terrassé du même (cfr Erfürter Wappenbuch), son lien avec la ville de Rheinberg ainsi que son prénom caractéristique, laissent supposer qu'il s'agit d'un membre de la famille Terlinden ;
- Corneille zur Linden : échevin (1512) puis bourgmestre (1524) de Rheinberg, décédé vers 1535. Voir ci-après ;
- Thielman Terlinden (zur Linden) : fils du précédent, échevin de Rheinberg entre 1540 et 1580, maître de l'Hôpital de Rheinberg en 1574. Décédé avant le 30 septembre 1597. Il est mentionné dans l'acte d'acquisition de bourgeoisie d'Anvers de son fils Corneille le 18 ocrobre 1586 ;
- Corneille Terlinden : né vers 1550 à Rheinberg, fils du précédent, s'établit dans les Pays-Bas (Anvers puis Alost) probablement à la suite de troubles religieux dans l'archidiocèse de Cologne. Reçu bourgeois d'Anvers le 18 octobre 1586. Il décède à Alost en 1614 ;
- Guillaume Terlinden : cornette de cavalerie, tué au siège d'Anvers en 1585 ;
- Imbrecht (Imbert) Terlinden : échevin d'Alost. Décède en 1645 ;
- Ignace Terlinden : fils du précédent, né en 1624, chanoine à la collégiale Saint-Jacques d'Anvers. Il y fonde une prébende dont bénéficieront des membres de la famille Terlinden jusqu'à la fin de l'Ancien Régime. Décède en 1660.
- Jean-Martin Terlinden : lieutenant d'infanterie wallonne, tué à la bataille de Rocroi le 19 mai 1643 ;
- Corneille Terlinden, écuyer : échevin d'Alost, receveur général des villes et pays d'Alost et de Grammont, décède en 1691 ;
- Charles-François Terlinden, écuyer : né en 1647 à Alost, fils du précédent, receveur général des villes et pays d'Alost et de Grammont, décède à Alost en 1714 ;
- Charles-Hyacinthe Terlinden : capitaine au régiment Prince de Ligne, mort de ses blessures dans le Luxembourg en 1746 ;

## Les ancêtres directs
- Johann, Heere ter Lienden, vivant en 1367.
  - N. Terlinden ((v.1360-), seigneur de Ter Linden.
    - Corneille Terlinden (v.1391-), châtelain de Rheinberg, x Anne d'Herdersheim.
      - N. Terlinden (v. 1420-), bourgmestre de Rheinberg, x Marguerite von Ritz.
        - Corneille Terlinden (ca 1450-), maître des pauvres à Rheinberg, x Maria Jansen.
          - Corneille zur Linden (ca 1490-ca. 1535), échevin puis bourgmestre de Rheinberg, premier de la lignée attestée, x Gerardina Schrijck.
            - Thielman Terlinden (ca 1520-ca. 1597), x Elisabeth Wees.
              - Corneille Terlinden (ca. 1550-1614), originaire de Rheinberg. Brasseur à Anvers où il s'établit vers 1580. Reçu bourgeois d'Anvers le 18 octobre 1586 (mentionné comme fils de Thielman et natif de Rheinberg dans le diocèse de Cologne) . Ensuite brasseur et échevin à Alost, x Gertrude Stevens.
                - Imbrecht Terlinden (ca 1590-1645), brasseur et échevin à Alost, x (6 novembre 1614) Jeanne du Smet, des seigneurs de Ronckenburg.
                  - Corneille Terlinden (ca.1610-1691), échevin d'Alost, receveur général des villes et pays d'Alost et de Grammont, anobli en 1676. x Martine Boel, issue des seigneurs de Bambrugge. Lui-même et ses descendants portent les armes Terlinden écartelées du Smet.
                    - Catherine Thérèse Terlinden (1645-1713), x Guillaume Antoine van den Boucke, seigneur de Terbeken.
                    - Marie-Anne Terlinden (ca 1650-?). Mariée avec François Hyacinthe van der Haeghen de Mussain, dont une nombreuse descendance dans les noblesses belge et française.
                    - Charles-François Terlinden (Alost, 1647-1714), receveur général des villes et pays d'Alost et de Grammont. x Barbe le Mire (1688-1739), petite nièce de Jean Le Mire (1559-1612), évêque d'Anvers de 1603 à 1611, et d'Aubert le Mire dit Miraeus (1573-1640), historiographe.
                      - Jean-Baptiste Terlinden (Alost, 1698-1755). Auteur de la branche aînée, éteinte dans les mâles en 1912. Epoux d'Anne-Marie Govaert (1710-1786).
                        - Romain Terlinden (Alost, 1743-1813), avocat général du conseil des Flandres, bourgmestre d'Alost (1808-1813). Marié à Marie-Thérèse Govaert (1720-1780) puis à Isabelle Moreau de Thon (1763-1853).
                          - Albert Terlinden (1793-1851), x Charlotte de Clippele (1787-1817), xx Isabelle Govaert (1801-1875).
                            - Félix Terlinden (1836-1912). Voir ci-après.

                      - François-Antoine Terlinden (1704-1765), x Françoise de Castaneda y Terran (1706-1746).
                        - Jacques Terlinden (1746-1813), x Marie-Cornelie Beeckman (1751-1818), eurent treize enfants.
                          - Charles Terlinden (1794-1868), x Marie-Isabelle de Ghendt (1792-1837), parents de Charles-Jacques et de Prosper, auteurs des deux branches. Il se remaria en 1839 avec Françoise-Caroline de Ghendt (1794-1855). Il ne sollicita pas de reconnaissance de noblesse.
                            - Charles-Jacques Terlinden (1826-1891). Voir ci-après.
                            - Jules Terlinden (1828-1908), sénateur, ne sollicita pas de reconnaissance de noblesse.
                            - Prosper Terlinden (1832-1901). Voir ci-après.

## Félix Terlinden
- Félix Terlinden (1836-1912), artiste-peintre, disciple de Gustave Courbet. Epoux d'Adèle Callewaert (1837-1924). Une rue d'Etterbeek à Bruxelles porte son nom.
  - Adèle Terlinden (1857-1955). Épouse d'Albert (de) Fraipont, dont descendance.
  - Isabelle Terlinden (1867-?). Mariée avec Albert Francastel, dont Pierre Francastel (1900-1970), historien et sociologue de l'art.
  - Marguerite Terlinden. (1873-1901). Mariée avec l'écrivain Téodor de Wyzewa (1863-1917).

## Charles Terlinden
- Charles Jacques Maximilien Terlinden (Gand, 28 février 1826 - Ixelles, 15 mai 1891), docteur en droit, magistrat, président de chambre à la Cour d'appel de Bruxelles. Il épousa en 1850 à Vinderhoute Marie Blancquaert (1830-1920). Dont quatre enfants. En 1874 il obtint reconnaissance de noblesse belge héréditaire.
  - Georges Terlinden (1851-1947), procureur-général près la Cour de Cassation, président du Conseil supérieur de la chasse, obtint en 1921 le titre de vicomte, transmissible par primogéniture masculine. En 1877 il épousa à Schaarbeek, Thérèse Eenens (1857-1912), fille du lieutenant-général Alexis-Michel Eenens. Ils eurent cinq fils et une fille.
    - Charles-Alexis Terlinden (1878-1972), vicomte, historien et professeur à l'Université catholique de Louvain. En 1906 il épousa à Ixelles, Marguerite Orban de Xivry (1885-1912), fille de l'avocat et sénateur Edmond Orban de Xivry. En secondes noces il épousa en 1915, à Gand, Elisabeth Verhaegen (1889-1982), fille d'Arthur Verhaegen, architecte et député. Il eut deux fils et une fille de sa première union, cinq fils et une fille de la seconde union. En 1919 il fit partie de la délégation belge à la Conférence de la Paix de Paris.
      - Charles-Emmanuel Terlinden (1907-1993), vicomte, président du tribunal de première instance de Louvain. Il épousa en 1932, Marie Poullet (1909-2005), fille du vicomte et premier-ministre Prosper Poullet.
        - Charles-Albert Terlinden (1935-1996), vicomte, épousa en 1962 (divorce en 1978) Nicole Melot et, en 1983, Chantal Roegiers.
          - Charles-Henri Terlinden (1967- ), vicomte, directeur à la Banque de la Poste, président de l'association familiale Terlinden. Il épousa Ann-Michèle Verheyden
            - Charles-Elie Terlinden (1996- )

      - Pierre-Edmond Terlinden (1908-1999), épousa en 1930 à Paris, Suzanne-Marie Hye Decrom (1901-2000). Sans descendance.
      - Jacqueline Terlinden (1912-2007). Epouse du comte Ludovico Ruffo di Calabria (1885-1952), oncle de la reine Paola de Belgique. Sans descendance.
      - Etienne Terlinden (1916-2005), baron en 1968, épousa en 1940 à Bruxelles, Élisabeth Pouppez de Kettenis de Hollaeken (1920-2010). Ils eurent trois fils et une fille, dont descendance.
      - Jean Terlinden (1917-2015), président de la Cour d'Appel de Bruxelles, épousa en 1914 (divorce 1961) à Ixelles, Françoise Calmeyn (1920-2008), fille de Pierre Calmeyn, écuyer, bourgmestre de Drogenbos,. En 1977 il épousa Marie-Gabrielle (des comtes) de Diesbach Belleroche (1943-1999). Du premier lit, il eut un fils et deux filles, dont descendancer. Jean Terlinden (1917-2015), fut membre de la Résistance (groupe Zéro, des Amis de Charles, et chef de peloton de l'Armée Secrète, Escadron Brumagne.
      - André Terlinden (1920-1983), ingénieur civil, épousa en 1949 (divorce en 1973) à Etterbeek, Madeleine de Woot de Trixhe (1927-2017) et en 1973, à Uccle, Colette (des barons) Nothomb (1922-2013) fille de Pierre Nothomb, avec, du premier lit, un fils et deux filles, dont descendance.
      - Claire Terlinden (1923-2022), épousa en 1947 à Ixelles, le chevalier (Hugues) de Pierpont (1917-2004). Ils eurent six fils, dont descendance.
      - Jacques Terlinden (1927-2011), épousa en 1952 à Ixelles, Myriam de le Court. Ils eurent deux fils et trois filles, dont descendance.
      - Thierry Terlinden (1931-2015), ingénieur civil, épousa en 1957 à Ixelles, Evelyne de Lantsheere (1937-2018). Ils eurent deux fils et une fille, dont descendance.

    - Georges Terlinden (1879-1912), épousa en 1902 à Pepinster, la vicomtesse Madeleine Davignon (1881-1962), fille de Julien Davignon, sénateur, député et ministre des affaires étrangères.Dont trois enfants:
      - Simone Terlinden (1904-1990). Epouse du baron Jacques de Woot de Trixhe (1895-1945), dont descendance.
      - Philippe Terlinden (1906-1978), baron en 1925, épousa en 1946 à Ixelles, Nadejda Maltzoff (1915-2011), fille de Serge Maltzoff et d'Irène (des princes) Baryatinsky, dont descendance.
      - Elisabeth dite Lizzy Terlinden (1910-1998). Epouse Jacques Matthieu de Wynendale ('1899-1980), dont descendance.

    - Marthe Terlinden (1881-1978), épousa en 1906 à Schaarbeek, le baron Gaston de Bethune (1877-1966). Ils eurent deux fils et trois filles, dont descendance, 
      - parmi lesquels l'artiste Ade Bethune.

    - Jacques Terlinden (1885-1978), baron en 1925, lieutenant-général, épousa en 1924 à Bruxelles, Germaine Ectors (1894-1970), petite-fille du sénateur Felix Ectors. Ils eurent deux fils et deux filles, dont descendance.
      - Françoise Terlinden (1925-1991), épouse de Daniel de Duve (1924-2023), dont descendance.
      - Maximilien Terlinden (1927-2016), baron, colonel BEM, épousa en 1956 à Uccle, Geneviève Van der Rest (1935-2002), fille du baron (Pierre) Van der Rest (1910-1999) et d'Yvonne de Brouwer (1911-2009). Ils eurent cinq fils et deux filles, dont descendance.
        - Thérèse Terlinden (1957- ) x Marc Wauters (1955- ). Cofondatrice de Les Petits Belges, association groupant des jeunes Belges d'origine étrangère.
        - Baron Jacques Terlinden (1958- ), ingénieur civil, x Anne Jonckheere (1959- )
        - Anne Terlinden (1959- ) x 1982 (divorce 2006) Jean-Jacques Van Hoof (1954- ), xx Philippe Donneau
        - Daniel Terlinden (1961- ), ébéniste-sculpteur, x Agnès Thonard du Temple (1965- )
        - Etienne Terlinden (1965- ), oblat cistercien
        - Didier Terlinden (1965-), ingénieur bio dans la ferme Nos Pilifs, atelier de protection.Armoiries ecclésiastiques personnelles de Luc Terlinden (octroyées en 2023)

Armoiries ecclésiastiques personnelles de Luc Terlinden (octroyées en 2023)

        - Luc Terlinden (1968), prêtre catholique romain, archevêque de l'archidiocèse de Malines-Bruxelles, primat de Belgique.

      - Michel Terlinden (1929-2002), colonel aviateur BEM, président-fondateur des Amis du Musée de l'Aéronautique, président de la Société Royale de Philanthropie. Il épousa en 1956 à Bruxelles, Gwennolée (des comtes) le Gentil de Rosmorduc (1933), fille du comte Yves Le Gentil de Rosmorduc et de la comtesse Marthe de Lannoy.. Ils eurent deux fils et deux filles, dont descendance.

    - André Terlinden : baron (1888-1945), chef de cabinet du ministre des Finances, commandeur de l'Ordre de la Couronne, officier de la Légion d'honneur (premier officier étranger à recevoir cette distinction au cours du premier conflit mondial), épousa en 1917 à La Membrolle-sur-Choisille, Madeleine Hainguerlot (1895-1964), fille du baron Georges Hainguerlot et de Blanche (des comtes) d'Adhémar de Lantagnac. Ils eurent quatre fils et cinq filles, dont descendance.
      - Wivine Terlinden (1918-1972). Epouse du baron Ludger Forgeur (1915-1972), dont descendance.
      - Georges Terlinden : baron (1919-1983), flying officer à la Royal Air Force, colonel aviateur, commandeur de l'Ordre de Léopold et de l'Ordre de la Couronne, officier de la Légion d'honneur, croix des Evadés, etc. Epoux de Thérèse van der Linden (1925-2009), sœur du baron Max van der Linden (1922-1999), artiste céramiste. Dont postérité.
      - Jacqueline Terlinden (1921-1964) épousa le général Jean Compagnon (1916-2010). Après la mort prématurée de son épouse, Jean Compagnon épousa Sylvie Palewski (1930- ), fille unique du député Jean-Paul Palewski (1898-1976), avec postérité de la première union, 
        - parmi laquelle Antoine Compagnon (1950- ), membre de l'Académie Française (2022), écrivain, professeur au Collège de France.

      - Alexis-Michel Terlinden (1924-2016), ingénieur civil, membre de l'Armée Secrète et du Service Socrate, volontaire de guerre au 10e I.A.Commando. Marié avec Anne-Marie van Overbeke (1926-2022), fille de Marc van Overbeke et de Marie-Caroline van Zeebroeck. Dont postérité.
      - Bernadette Terlinden (1926-1995). Epouse d'Albert Coomans de Brachène (1917-2009), dont descendance.
      - Louis Terlinden (1931-2017), colonel BEM honoraire d'artillerie. Epoux d'Annaïk (des comtes) le Gentil de Rosmorduc, fille du vicomte Tanguy le Gentil de Rosmorduc et de la comtesse Ludmilla de Lannoy. Dont postérité.
      - Agnès Terlinden (1934-). Epouse de Robert Colon (1932-1985).
      - François Terlinden (1938-2007), architecte-urbaniste, cofondateur des Archives d'architecture moderne, participe à la création de la ville universitaire de Louvain-la-Neuve et restaure le Musée des Instruments de Musique (MIM). Epoux de Francine de Potter (1939-2015). Dont postérité.

    - Étienne Terlinden (1891-1914), avocat, mort pour la Belgique à Duffel le 5 octobre 1914.

  - Oscar Terlinden (1853-1916), général-major, officier d'ordonnance du Comte de Flandre, précepteur militaire du prince-héritier Baudouin de Belgique, chevalier d'honneur de la reine des Belges. Sans descendance.
  - Marie Terlinden (1856-1953) épousa le chevalier Philippe de Wouters de Bouchout (1857-1935), bourgmestre de Roosbeek-Neerbutsel. Ils eurent quatre fils et six filles, dont descendance.
  - Paul Terlinden (1858-1935), baron, avocat, député, bourgmestre de Rixensart, épousa en 1883 à Saint-Gilles, Valentine Bosquet (1862-1941). Ils eurent trois fils et une fille, dont descendance.
    - Robert Terlinden (1886-1914), mort pour la Belgique à la frontière de l'Est Africain le 4 octobre 1914. Sans descendance.

## Prosper Terlinden
- Prosper Marie Edouard Eugène Terlinden (Gand, 15 avril 1832 - Malines, 23 février 1901), lieutenant-colonel de cavalerie, obtint en 1900 reconnaissance de noblesse héréditaire belge. Il épousa en 1866 à Bruxelles, Alix Pieters (1844-1922).
  - Edmond Terlinden (1884-1925), major honoraire d'artillerie, évadé des prisons allemandes durant la première guerre mondiale. Il épousa en 1911, à Alost, la baronne Paule de Bethune (1890-1968).
    - Guy Terlinden (1913-2000), baron en 1971, transmissible par primogéniture masculine. Il épousa en 1935, Marie (des barons) de Cartier d'Yves (1914-1974), avec descendants jusqu'à ce jour.
    - Leon Terlinden (1916-1997), baron en 1971, transmissible par primogéniture masculine. Il fut 'squadron leader' à la Royal Air Force. Il épousa en 1944 (divorce 1979) à Londres, Evelyn Bardach (1918-1985) et en 1979 à Vancouver, Larissa Gorenko (1918-2003). Il eut six enfants.
    - Robert Terlinden (1921-1999), baron en 1971, transmissible par primogéniture masculine. Il fut directeur-général du Groupe Bruxelles Lambert, président de la Compagnie Urbaine UAP, et épousa en 1950 à Porto, Adelaïde de Almeida Ventura (1920-2016). Ils eurent deux fils et une fille, avec descendants jusqu'à ce jour.
      - Anne Terlinden (1951-). Époux d'Alban Gallouzeau de Villepin (1948-)
      - Bernard Terlinden (1954- ), ingénieur civil,. Epoux de Catherine (des vicomtes) Jolly, dont descendance..
      - Christian Terlinden (1959-). Epoux de Sophie (des barons) van Ypersele de Strihou.

## Alliances
- XVIIe siècle : du Smet, Boel, van der Haeghen de Mussain, le Mire, van den Broucke de Terbeck.
- XVIIIe siècle : de Castaneda y Terran, Beeckman de Crayloo, Moreau de Thon, de Crombeen.
- XIXe siècle : Anne de Molina (2x), de Ghendt (2x), Eenens, de Clippele, de Wouters de Bouchout, Francastel, de Fraipont, de Wyzewa.
- XXe siècle : Orban de Xivry, Hainguerlot, Carpentier de Changy, Poullet, de Bernard de Fauconval, Hanquet, Hye de Crom, Ruffo di Calabria, Verhaegen, Pouppez de Kettenis, Geelhand de Merxem, de Sauvage, Calmeyn, de Diesbach Belleroche, de Woot de Trixhe (2), Snoy et d'Oppuers, de Kerchove de Denterghem, de Kerchove d'Exaerde, Nothomb, de Pierpont, de le Court, Clément de Cléty (2x), van der Mersch, Kervyn d'Oud Mooreghem, de Lantsheere, de Briey, Cardon de Lichtbuer, Davignon, Maltzoff, Matthieu de Wynendaele, de Béthune (2x), de Duve, van der Rest, le Gentil de Rosmorduc (2x), Forgeur, van der Linden, de Moffarts, Diercksens, Janssens de Bisthoven, de Theux de Meylandt et Montjardin, Compagnon, van Overbeke, de Harenne, de Maere d'Aertrijcke, de Terwangne, Coomans de Brachène, de Mahieu, Blary, de Potter, de Coninck de Merckem, de Cartier d'Yves, Drion du Chapois, Robles de Acuna, de Borchgrave d'Altena (2x), Zurstrassen, de Almeida Ventura, Galouzeau de Villepin, Jolly, van Ypersele de Strihou.
- XXIe siècle : Thonnard du Temple, de Roubaix, de Potesta de Waleffe, de Terwangne, Hanquet, de Lézardière, de Garcia de la Vega, de Brouwer, van Cutsem, Muños de Osuna, d'Aspremont Lynden.